# Androsace petit jasmin
Androsace chamaejasme
Espèce
Classification phylogénétique
L'androsace petit jasmin (Androsace chamaejasme) est une espèce de plantes à fleurs de la famille des Primulaceae.
C'est une espèce rare qui pousse dans les rochers de hautes montagnes dans les Alpes centrales (sa présence en Savoie n'est plus certaine). Son habitat va jusqu'à la Russie arctique. Elle peuple également certaines montagnes d'Amérique du Nord.

## Description

### Caractéristiques
- Organes reproducteurs
  - Couleur dominante des fleurs : blanc, rose
  - Période de floraison : juillet-septembre
  - Inflorescence : ombelle simple
  - Sexualité : hermaphrodite
  - Pollinisation : entomogame
- Graine
  - Fruit : capsule
  - Dissémination : barochore
- Habitat et répartition
  - Habitat type : pelouses basophiles mésoméditerranéennes, mésoxérophiles
  - Aire de répartition : orophyte holarctique

Données d'après : Julve, Ph., 1998 ff. - Baseflor. Index botanique, écologique et chorologique de la flore de France. Version : 23 avril 2004.

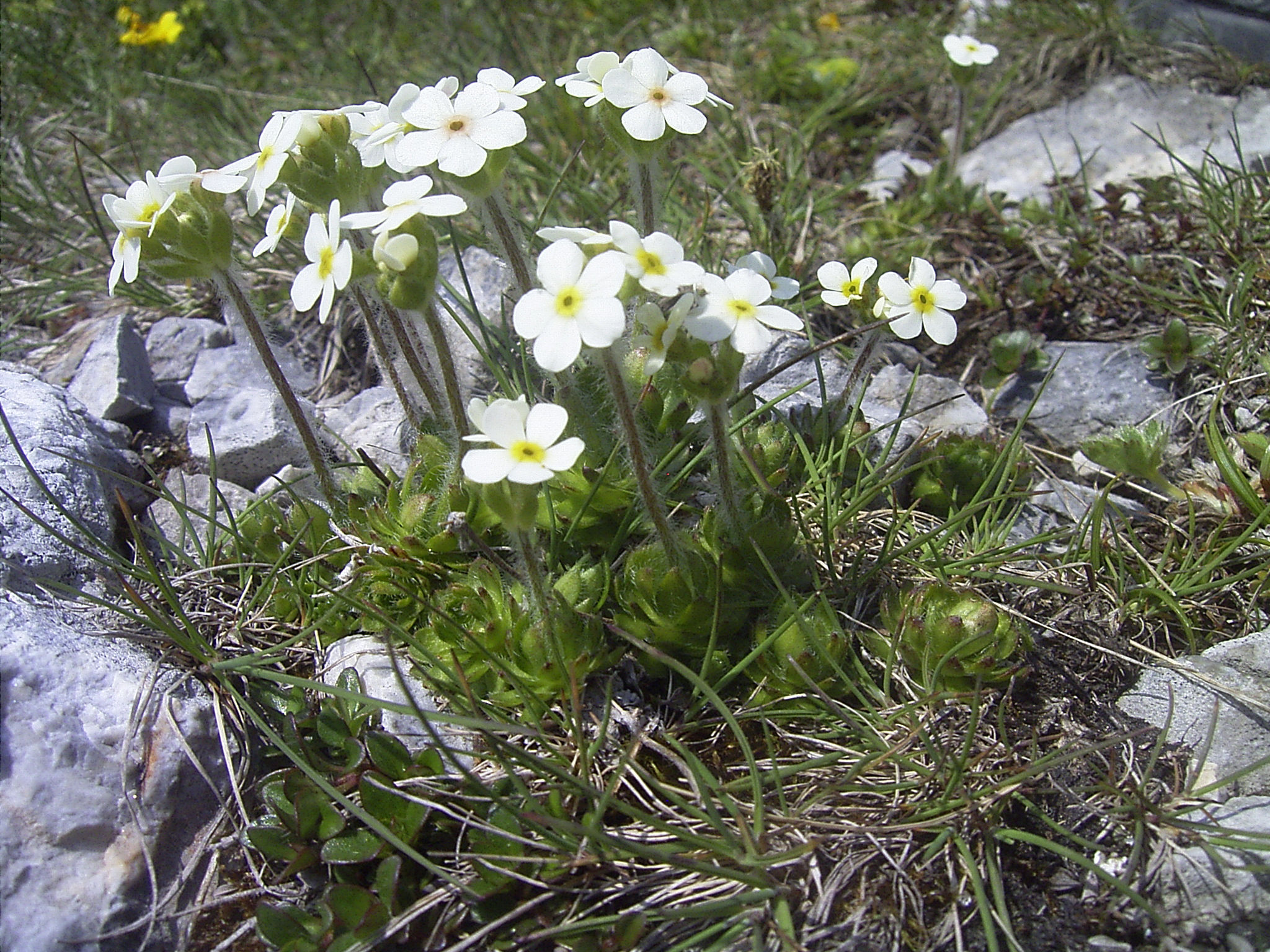
Androsace petit jasmin.
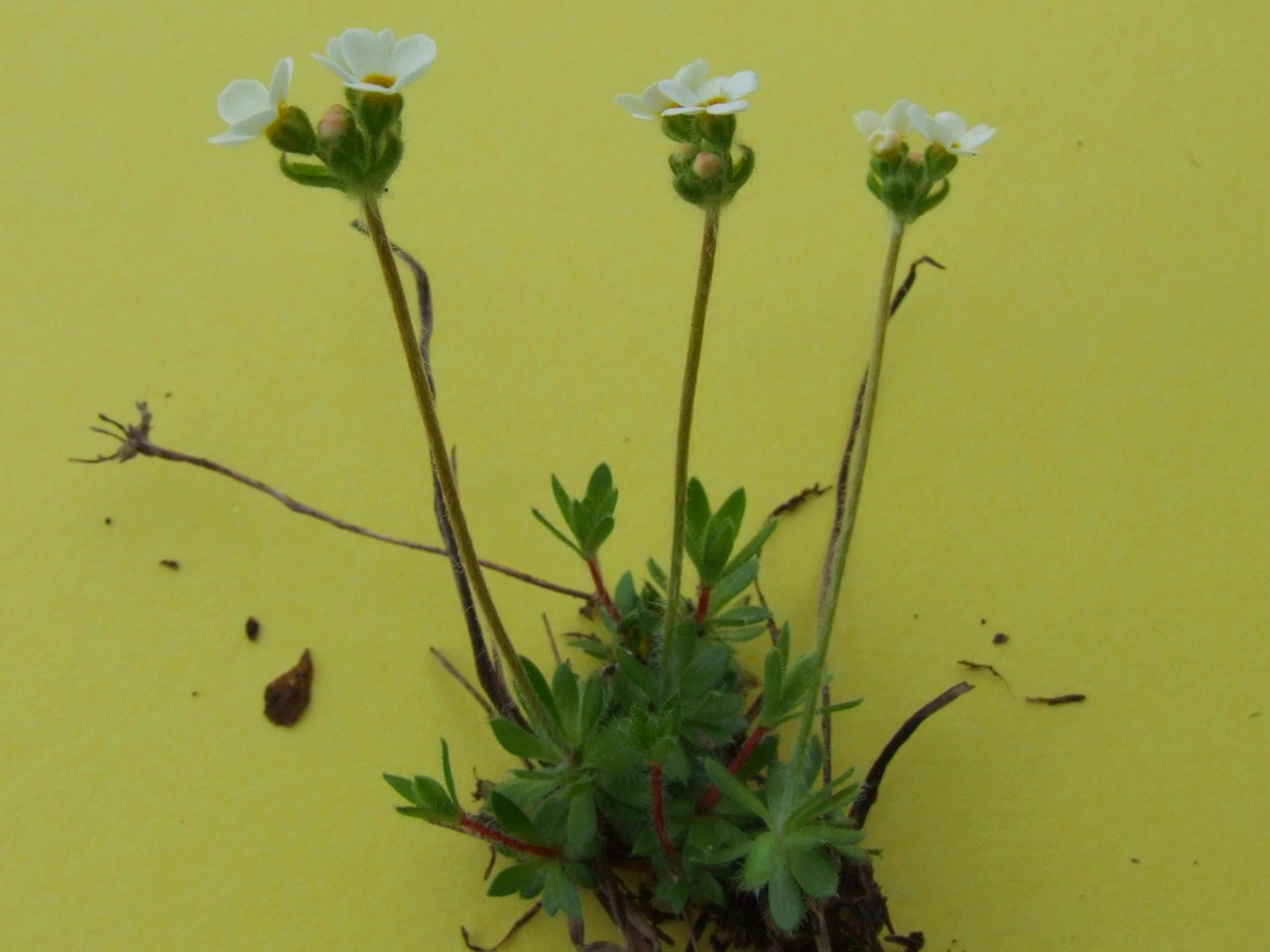
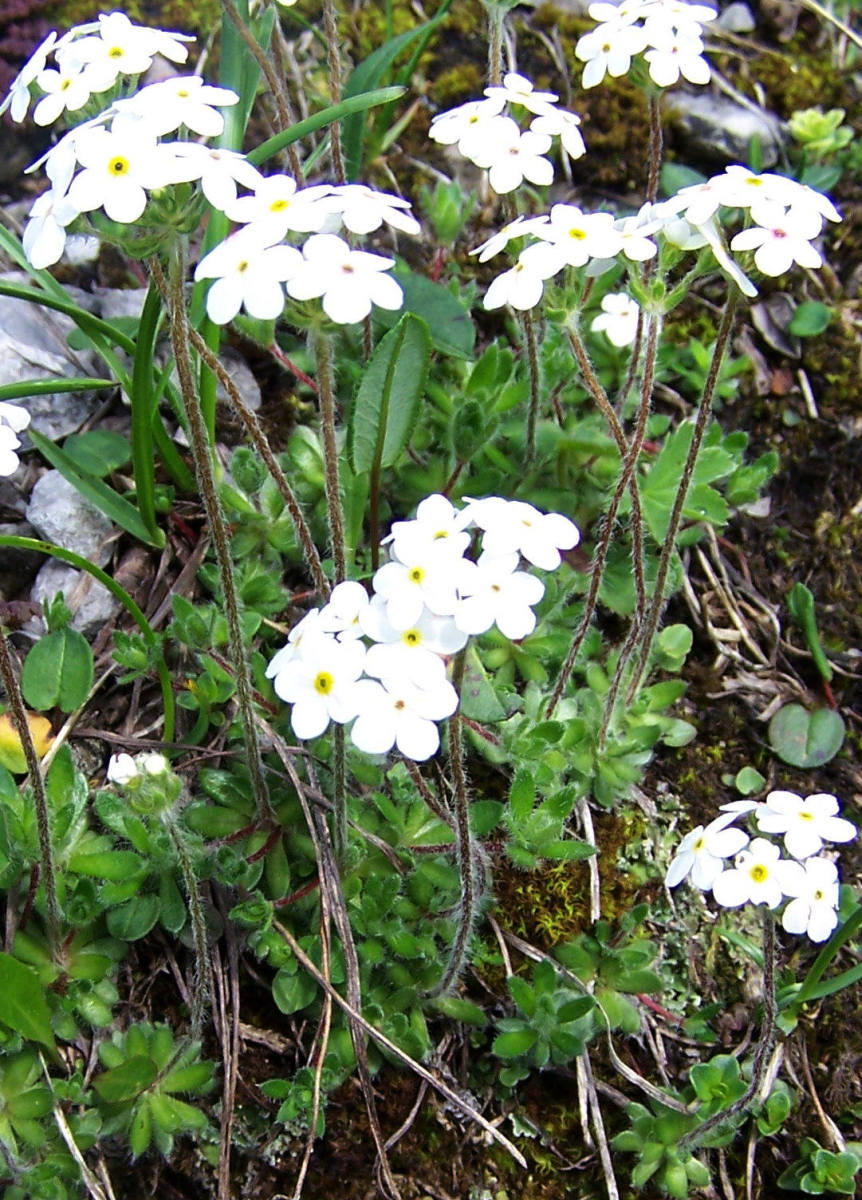

## Culture
Zones de rusticité : 3-7
Exposition : soleil avec ombre légère en après-midi 
Sol : calcicole, drainé, pauvre
Multiplication : germe en 3-5 semaines après une période au froid pendant 4-8 semaines sous la lumière; ou germe en 3 semaines à une température oscillante entre 5 °C et 20 °C; boutures avec les rosettes en été
Usages : pelouse alpine, rocaille, auge, fissure

## Statut de protection
- Cette espèce est inscrite sur la liste des espèces végétales protégées sur l'ensemble du territoire français métropolitain en Annexe I.